# Kamiichi, Toyama
Kamiichi (japanska: 上市町?, Kamiichi-machi) är en landskommun i Toyama prefektur i Japan.